# Bezsoczność
Bezsoczność (łac. achylia) – niewydzielanie soku żołądkowego z powodu zaburzeń w funkcjonowaniu błony śluzowej żołądka. Bezpośrednim powodem tego stanu może być
- zapalenie błony śluzowej żołądka
- sympatykotonia
- niedokrwistość złośliwa
- rak żołądka

Następstwem bezsoczności jest
- brak łaknienia
- zaburzenia trawienia
- bóle brzucha
- biegunka

Powyższe objawy mogą towarzyszyć wielu chorobom, przy których pojawia się gorączka, ponieważ przy gorączce pojawia się częściowa bezsoczność (zmniejszenie ilości wydzielanego soku żołądkowego).